# Jamantunnel

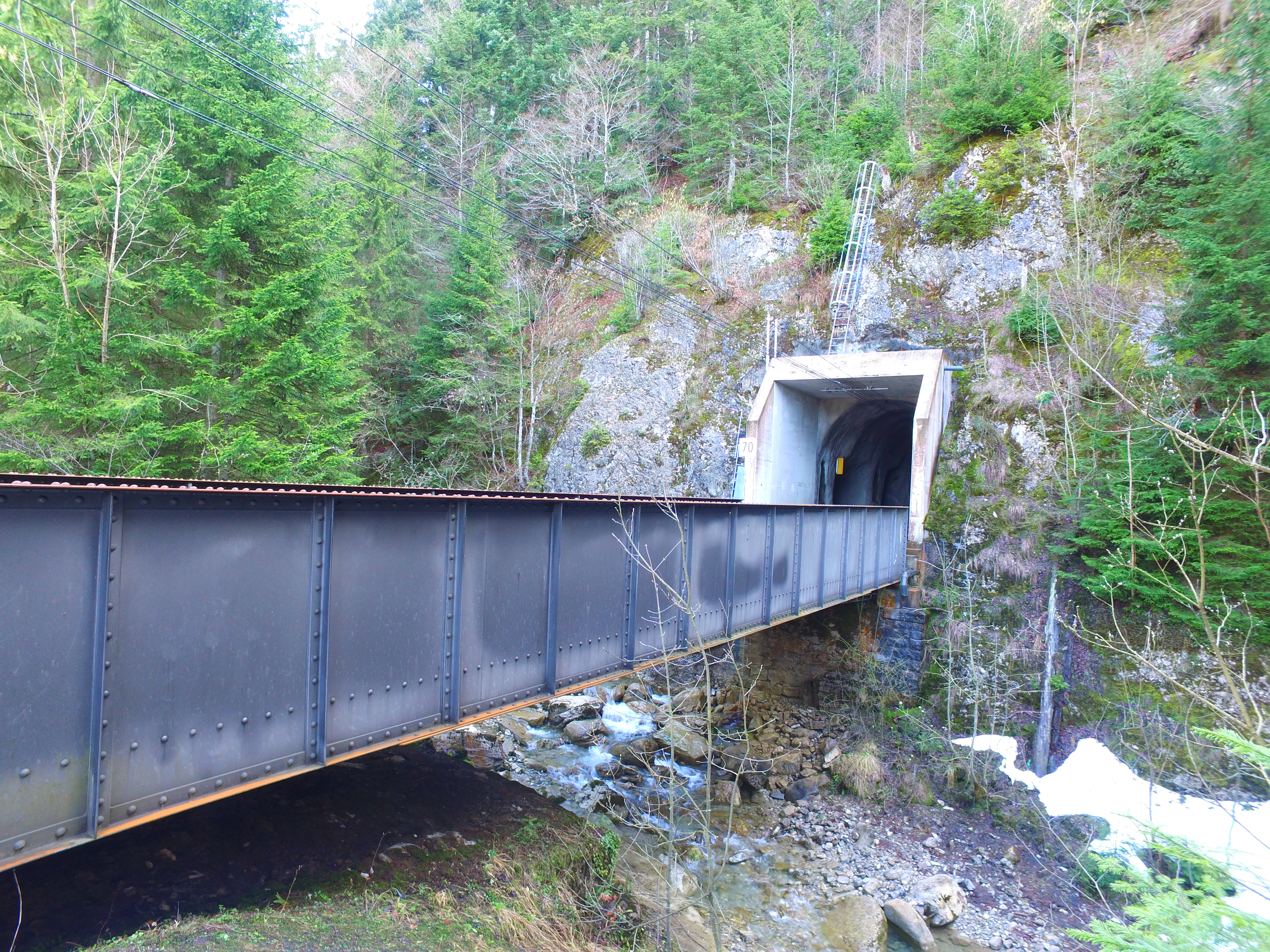

De Jamantunnel (Frans: Tunnel de Jaman) is een enkelsporige treintunnel in Zwitserland, gelegen op de smalspoorlijn chemin de fer Montreux-Oberland Bernois, die het station van Jor bij Les Avants, gelegen in de gemeente Montreux van het kanton Vaud, direct aan de zuidwestelijke tunnelmond, verbindt met dat van het station van Les Caves bij Montbovon in de gemeente Haut-Intyamon van het kanton Fribourg direct aan de noordoostelijke tunnelmond. 
De tunnel maakt een rechtstreekse treinverbinding mogelijk van Montreux aan het meer van Genève met Château-d'Œx in het Pays-d'Enhaut en creëerde aan het prille begin van de 20e eeuw een doorgang voor de toenmalige barrière die de Pays-d'Enhaut Riviera van Vaud scheidde van de kantons Fribourg en Bern. Château-d'Œx kwam dichter bij de rest van het kanton Vaud te liggen, Montreux kreeg een doorgang naar het Berner Oberland en de Thunersee.
De tunnel is 2.424 meter lang, 3 m breed en 4,5 m hoog en loopt een paar honderd meter ten noordwesten van de 1.512 m hoge bergpas Col de Jaman onder de bergkam, gelegen tussen de Rochers de Naye en de Dent de Jaman in het zuiden en de Dent de Lys in het noorden. De bergketen, de pas en de tunnel liggen op de waterscheiding van het stroomgebied van de Rhône en dat van de Rijn, onderdeel van de Europese waterscheiding. De Jamantunnel is gelegen op ongeveer 1100 meter boven zeeniveau, met een hoogte van 1.080 m bij het station Jor en 1.113 m bij het station Les Caves. Het is de op vier na langste smalspoortunnel van Zwitserland na de Vereinatunnel, de Furka-basistunnel, de tunnel van de Jungfraubahn en de Albulatunnel.

## Geschiedenis
De tunnelwerken waren gestart in 1899. De doorsteek werd gerealiseerd op 9 augustus 1902, de tunnel werd ingehuldigd op 1 oktober 1903. Het was de Franse algemene bouwonderneming Maison Boyau, Boyer et Cie die met 300 arbeiders de tunnelbouw realiseerde, en vervolgens de spoorlijn verder doortrok naar het noordoosten tot in juli 1905 Zweisimmen werd bereikt. De MOB besteedde van bij de aanvang van de dienstverlening bijzonder veel aandacht aan hoge kwaliteit van treinmaterieel en reizigerscomfort op het traject en had ook de allereerste restauratiewagon op smalspoor in gebruik vanaf 1906. Het traject van Montreux tot bij het station van Jor was evenwel te steil voor de zware restauratiewagon, reden waarom deze pas in het station van Jor aan de treinen naar Zweisimmen werd gekoppeld, vlak voor de doortocht door de Jamantunnel.
De tunnel werd tussen 1990 en 2001 voor een bedrag van 20 miljoen Zwitserse frank in drie verschillende deelprojecten gerestaureerd. De tunnelwanden en spoorinfrastructuur werd tussen 1990 en 1992 vernieuwd over een deeltraject van 1.025 m, tussen 1995 en 1998 over een tweede deeltraject van 900 m, het laatste deeltraject en de beide tunnelportalen volgden in 2001. De oorspronkelijke tunnelwand bestond uit kale rotsen en gedeeltes bekleed met grof beton met een lage sterkte. Gezien de leeftijd van de structuur waren renovatiewerkzaamheden nodig, onder meer met betere waterdichting op plaatsen die gevoelig waren voor waterinfiltratie. Met de renovatie bracht men een doorlopende, gedeeltelijk versterkte spuitbetonbekleding op de tunnelwanden aan en werden de veiligheidsnissen in de tunnel opgeknapt en vergroot. Het doorrijprofiel voor voertuigen werd waar te beperkt, vergroot. De bovenleiding werd gerepareerd. 
Na de restauratie en vergroting van doorrijprofiel kon alle rollend materieel van het MOB zonder exploitatiebeperkingen worden gebruikt en kon men de snelheid van de treinen die door de tunnel rijden verhogen van 50 km/u naar 100 km/u. De restauratie werd gemotiveerd op basis van aanzienlijke verlaging van de toekomstige onderhoudskosten van de tunnel en een kleine reistijdverkorting.
In 2015 werd de dienstverlichting vernieuwd, naast de elektriciteits- en glasvezelbekabeling en werd de mobiele telefonieontvangst in de tunnel gerealiseerd.